# Gadden, Kimitoön
Gadden är öar i Finland. De ligger i Norra Östersjön eller Skärgårdshavet och i kommunen Kimitoön i landskapet Egentliga Finland, i den sydvästra delen av landet. Öarna ligger omkring 75 kilometer söder om Åbo och omkring 170 kilometer väster om Helsingfors. Gadden ligger 4 meter över havet.
Arean för den av öarna koordinaterna pekar på är 0,3 hektar och dess största längd är 90 meter i nord-sydlig riktning.  Det finns inga samhällen i närheten.